# NGC 5011C
NGC 5011C (другие обозначения — ESO 269-68, DCL 531, FAIR 464, PGC 45917) — галактика в созвездии Центавр.
Этот объект не входит в число перечисленных в оригинальной редакции «Нового общего каталога» и был добавлен позднее.